# Termo circunstanciado de ocorrência
No ordenamento jurídico brasileiro, o termo circunstanciado de ocorrência (TCO) é documento de conteúdo fático e valor jurídico, instrumento de polícia judiciária para registro de um fato tipificado como contravenção penal, independente do quantum da pena, ou infração de menor potencial ofensivo, ou seja, os crimes que tenham a pena máxima cominada em até dois anos de cerceamento de liberdade ou multa. Constitui peça indispensável para o conhecimento e julgamento por parte do Juizado Especial Criminal.
Diferentemente do boletim de ocorrência, o Termo Circunstanciado é instrumento jurídico indispensável para que o Estado-Administração possa promover a responsabilidade daquele que venha a praticar infração penal (crime com a pena igual ou inferior a dois anos ou contravenção penal), quando se tratar de ação pública incondicionada. É indispensável, também, nas ações penais públicas dependentes de representação e de iniciativa privada.

## Referência legal
O termo jurídico, correspondente a TCO, surge pela primeira vez no ordenamento brasileiro, pelo advento da Lei n.º 9.099/1995, de 26 de setembro de 1995. Sendo a alternativa formal ao "auto de prisão em flagrante delito", para o registro da custódia do autor de uma infração de menor potencial ofensivo, em estado de  flagrância. Confira o artigo 69, da Lei Federal n.º 9.099/1995:
- Art. 69. A autoridade policial que tomar conhecimento da ocorrência lavrará o termo circunstanciado e o encaminhará imediatamente ao Juizado, com o autor do fato e a vítima, providenciando-se as requisições dos exames periciais necessários.
- Parágrafo único. Ao autor do fato que, após a lavratura do termo, for imediatamente encaminhado ao juizado ou assumir o compromisso de a ele comparecer, não se imporá prisão em flagrante, nem se exigirá fiança. Em caso de violência doméstica, o juiz poderá determinar, como medida de cautela, seu afastamento do lar, domicílio ou local de convivência com a vítima. (Redação dada pela Lei nº 10.455, de 13 de maio de 2002))

## Termo circunstanciado lavrado pelaPolícia Militar

### Paraná
Desde o final da década de 90 que a Polícia Militar do Paraná confecciona o Termo Circunstanciado de Ocorrência (TCO). Mas foi no ano de 2005 que a Secretaria de Segurança Pública, ao implantar o Boletim de Ocorrência Unificado (BOU), editou a Resolução nº 309/2005 permitindo que a Polícia Militar lavrasse o TCO. A referida resolução não inovou, ela simplesmente regulamentou o que já ocorria na prática, por força da Lei federal nº 9.099/95.
O Conselho de Supervisão dos Juizados Especiais do Paraná editou a Resolução n. 06/2004, nos seguintes termos:
Artigo 12  Nas comarcas onde exista apenas uma vara ou secretaria de Juizado Especial Criminal a autoridade policial, civil ou militar, que tomar conhecimento da ocorrência, lavrará termo circunstanciado, comunicando-se com a secretaria do Juizado Especial para agendamento da audiência preliminar, com intimação imediata dos envolvidos.
Artigo 13  Nas comarcas com mais de uma vara de Juizado Criminal, a autoridade policial, civil ou militar, que tomar conhecimento da ocorrência lavrará termo circunstanciado e o encaminhará ao distribuidor.
Vale destacar que, a lavratura de TCO, nas infrações de menor potencial ofensivo, pelo policial militar, representa uma das formas de se viabilizar a preservação da ordem pública, constitucionalmente prevista, além de garantir inúmeros benefícios à sociedade.

### São Paulo
Em 2001, o Conselho de Magistratura Paulista inovou ao editar o provimento 758, autorizando o Juiz a receber e julgar TCOs elaborado pela polícia militar. Porém o Partido Social Liberal impetrou uma  ADI 2862-6 para tratar da inconstitucionalidade do provimento. A Ação Direta de Inconstitucionalidade que questionava o provimento do tribunal paulista e a resolução  da Secretaria de Segurança Pública do mesmo estado não foi conhecida pelo Supremo Tribunal Federal. A relatora da ação, Ministra Carmem Lúcia, exatos cinco anos após ajuizamento da ação, em 26 de março de 2008, considerando que os atos normativos questionados eram secundários não passíveis de questionamento por meio de ADI, proferiu voto pelo não conhecimento da referida ação.
Em 2003 o TJSP editou o Provimento nº 806/2003, sedimentando que o Policial Militar é autoridade policial para a lavratura do TCO, nos seguintes termos: 
"41. A autoridade policial, ao tomar conhecimento da ocorrência, lavrará termo circunstanciado, que encaminhará imediatamente ao Juizado e, considerando a peculiaridade de cada caso, determinará que as partes compareçam, de pronto ou em prazo determinado pelo Juízo, ao Juizado Especial.
41.1. Considera-se autoridade policial, apta a tomar conhecimento da ocorrência e a lavrar termo circunstanciado, o agente do Poder Público, investido legalmente para intervir na vida da pessoa natural, que atue no policiamento ostensivo ou investigatório.
41.2. O Juiz de Direito, responsável pelas atividades do Juizado, é autorizado a tomar conhecimento dos termos circunstanciados elaborados por policiais militares, desde que também assinados por Oficial da Polícia Militar."

### Santa Catarina
O estado de Santa Catarina foi um dos pioneiros na aplicação do termo circunstanciado pela PM: em 1998, a Polícia Militar Ambiental começou a usá-lo e hoje ele é aplicado nos 293 municípios do estado.

### Rio Grande do Sul
O Rio Grande do Sul teve a sua primeira experiência na lavratura do termo circunstanciado em janeiro de 1996, no município de Rio Grande. No mesmo ano, passou a ser realizado também no município de Uruguaiana. Através da portaria 172/00 da secretaria da justiça e da segurança (atual secretaria de segurança pública), a Brigada militar tomou por procedimento em ocorrências de menor potencial ofensivo a lavrar o o termo. Devido ao sucesso de sua lavratura por parte dos policiais militares, hoje, é feito em todo o estado.